# 國民英雄 (電視劇)
《國民英雄》是2010年三立華人電視劇週日十點檔系列的第二十四部作品。全劇共19集。由三立電視出品的驚悚推理偶像劇，於2010年9月15日開鏡，2011年4月6日殺青。本劇由鄭元暢、郭采潔、周采詩、李至正等人主演。原劇名為《Channel X》，2010年10月21日定名為《國民英雄》。接檔《鍾無艷》。
這是向來被視為八大電視偶像劇固定班底的演員鄭元暢與周采詩，首度參演三立電視偶像劇。

## 播出時間
以下時間以當地時間（台灣時間）為準

### 首播
| 頻道                     | 所在地 | 播映時間       | 播出時間              |
| ------------------------ | ------ | -------------- | --------------------- |
| 台視(數位頻道同步播出)   | 臺灣   | 2010年12月5日  | 每星期日22:00播出     |
| 三立都會台(有線台首播)   | 臺灣   | 2010年12月11日 | 每週六21:00播出       |
| 星和都會台               | 新加坡 | 2011年4月25日  | 每週一至週五22:00播出 |
| 公視HD台(數位無線台首播) | 台灣   | 2011年7月21日  | 每週一至週五22:00播出 |
| 無綫收費電視劇集台       | 香港   | 2011年9月3日   | 每週六19:15-21:00     |

## 演員陣容

### 主要演員
| 角色          | 演員   | 介紹                                                           | 登場     | 粤语配音 |
| 安在勇        | 鄭元暢 | 洪美苓的未婚夫。新聞主播。原先是知名電視台BIGTV超人氣男主播。  | 全集     | 黃榮璋   |
| 洪美苓 洪小綠 | 郭采潔 | 23歲,安在勇的未婚妻。Channel-x特勤組攝影師。是陳嘉林的私生女。 | 全集     | 張頌欣   |
| 孔元慶        | 李至正 | BIGTV新聞部編輯中心主任。                                      | 全集     | 陳欣     |
| 卓以安        | 周采詩 | 留美深造新聞傳播，BIGTV新聞台新主播。                          | 第5-19集 | 劉惠雲   |

### 其他演員
| 角色   | 演員     | 介紹 | 登場      | 粤语配音 |
| 陳嘉林 | 艾偉     | BIGTV電視台董事長兼國際石化工業公司（IPIC）總裁。有私生女洪小綠。被洪小綠恨著。曾經與洪小綠的媽媽洪春英相戀。現在愛上卓以安。 | 第1-19集  | 張炳強   |
| 陳嘉亮 | 陸廷威   | BIGTV電視台總裁兼新任總經理，陳嘉林同父異母的弟弟。                                                                           | 第5-19集  | 麥皓豐   |
| 李文強 | 吳仲強   | 新聞外景記者。 | 第1,5,8集 | 李凱傑   |
| 王鐵志 | 周詠軒   | Channel-x新聞記者。 | 第8-19集  | 劉昭文   |
| 顧永恩 | 王大陸   | Channel-x新聞記者。 | 第8-19集  | 巫哲棋   |
| 陳思佳 | 萱野可芬 | 青蚵嫂女兒。大學化工系畢業，隨即考進IPIC。                                                                                    | 第18集    | 高可慧   |

### 特別演出
| 角色           | 演員         | 介紹                                 | 登場          | 粤语配音 |
| 計程車司機     | 李嘉文(地球) | 被警察安檢，看到洪小綠死在計程車前蓋 | 前序          |          |
| 羅珊珊         | 陳妍希       | 安在勇的未婚妻，被黑衣人殺死         | 第1-5集       | 魏惠娥   |
| 鄭經倫         | 樊光耀       | 環評委員，幫IPIC做假資料和背書       | 第5-11集      | 陳卓智   |
| 青蚵嫂         | 呂曼茵       | 萬濱村村長                           | 第1-5,15-17集 | 蔡惠萍   |
| 謝易達         | 古斌         | 羅珊珊前男友，環保激進份子           | 第1-4集       | 麥皓豐   |
| 麥可劉（老大） | 班鐵翔       | X頻道新聞總監                        | 第9-16集      | 馮錦堂   |
|                | 徐貴櫻       | 國際石化工業公司（IPIC）副總裁       | 第16-17集     | 蔡惠萍   |

### 客串演出
| 角色         | 演員   | 介紹                                                               | 登場      | 粤语配音 |
| 阿三哥       | 阿狼   | 萬濱村村民                                                         | 第1,3-8集 | 林保全   |
| 羅父         | 文帥   | 珊珊之父                                                           | 第3-4集   | 張炳強   |
| 羅母         | 張以琳 | 珊珊之母                                                           | 第3-4集   | 袁淑珍   |
| 張采莉       | 陶嫚曼 | 資料被詐騙集團當作人頭戶，王鐵志的前女友，鄭經倫婚外情對象         | 第9-11集  | 鄭麗麗   |
| 以下為未列名 |        |                                                                    |           |          |
| 邱杰威       | 張善傑 | BIGTV新聞台新成員                                                  | 第7集     |          |
| 黑衣殺手     | 黃文炫 | 殺羅珊珊、搶記憶卡的神秘人物                                       | 4-7集     |          |
| 洪春英       |        | 洪小綠的母親，曾是BIG TV記者。陳嘉林以前的情人，死前還惦記著陳嘉林 | 第9集     |          |

## 電視劇歌曲
| 曲別   | 歌名                   | 演唱者     | 作詞        | 作曲                  |
| 片頭曲 | 末日快樂               | 倪安東     | 陳信延      | 仔仔／倪安東          |
| 片尾曲 | 奇異恩典 Amazing Grace | Olivia Ong | John Newton | Early American Melody |
| 插曲   | 你太猖狂               | 田馥甄     | 林夕        | 陳小霞                |
| 插曲   | 我想我不會愛你         | 田馥甄     | 呂康惟      | 呂康惟                |
| 插曲   | 纏鬥                   | 倪安東     | 姚若龍      | 仔仔／倪安東          |
| 插曲   | 散場的擁抱             | 倪安東     | 姚若龍      | 蘇俊沅                |

## 大事記
| 日期           | 活動名稱                                            | 頻道 | 播出時間     | 備註                                                                    |
| -------------- | --------------------------------------------------- | ---- | ------------ | ----------------------------------------------------------------------- |
| 2010年10月26日 | 《國民英雄》狗仔任務                                | 無   | 08:00～09:00 | 【活動地點】內湖運動公園 【參與演員】鄭元暢、郭采潔（天氣而延期）       |
| 2010年10月28日 | 《國民英雄》狗仔任務2                               | 無   | 18:00～19:00 |                                                                         |
| 2010年11月1日  | 《國民英雄》狗仔任務                                | 無   | 16:00        | 【活動地點】西門町                                                      |
| 2010年11月4日  | 《國民英雄》狗仔任務3                               | 無   | 18:00～19:00 | 【活動地點】市區內                                                      |
| 2010年11月13日 | 《國民英雄》之超人氣見面會                          | 無   | 無           | 【活動地點】台北寒舍艾美酒店 【參與演員】鄭元暢、郭采潔                 |
| 2010年11月18日 | 《國民英雄》校園特映會                              | 無   | 無           | 【活動地點】世新大學 【參與演員】鄭元暢、郭采潔                         |
| 2010年11月24日 | 《國民英雄》校園特映會                              | 無   | 無           | 【活動地點】文化大學 【參與演員】郭采潔、周采詩、李至正                 |
| 2010年11月29日 | 《國民英雄》台北的某一個角落 正在進行一項神秘的活動 | 無   | 無           |                                                                         |
| 2010年11月30日 | 《國民英雄》校園特映會                              | 無   | 無           | 【活動地點】台北大學 【參與演員】鄭元暢、郭采潔、李至正                 |
| 2010年12月2日  | 《國民英雄》首映會                                  | 無   | 無           | 【活動地點】台視 【參與演員】鄭元暢、郭采潔、李至正、周采詩             |
| 2010年12月2日  | 《國民英雄》痞客邦娛樂丸LIVE聊天室                  | 無   | 19：00       | 【活動地點】網路 【參與演員】鄭元暢、郭采潔                             |
| 2010年12月5日  | 《國民英雄》劇組到《完全娛樂》宣傳                  | 三立 | 18:00~20:00  | 【活動地點】三立（預先錄影） 【參與演員】鄭元暢、郭采潔、李至正、周采詩 |
| 2010年12月5日  | 《國民英雄》無線台首播                              | 台視 | 22:00~23:30  |                                                                         |
| 2011年1月5日   | 《國民英雄》完全娛樂 幕後直擊                       | 三立 | 18:30        |                                                                         |
| 2011年1月13日  | 《國民英雄》完全娛樂 幕後直擊                       | 三立 | 18:00        |                                                                         |
| 2011年1月21日  | 《國民英雄》完全娛樂 幕後直擊                       | 三立 | 18:15        |                                                                         |
| 2011年1月27日  | 《國民英雄》完全娛樂 幕後直擊                       | 三立 | 18:10        |                                                                         |
| 2011年2月10日  | 《國民英雄》完全娛樂 幕後星直擊                     | 三立 | 18:30        |                                                                         |
| 2011年2月22日  | 《國民英雄》完全娛樂 幕後星直擊                     | 三立 | 18:25        |                                                                         |
| 2011年3月8日   | 《國民英雄》完全娛樂 幕後星直擊                     | 三立 | 18:30        |                                                                         |
| 2011年3月15日  | 《國民英雄》完全娛樂 幕後星直擊                     | 三立 | 18:45        |                                                                         |
| 2011年3月22日  | 《國民英雄》完全娛樂 幕後星直擊                     | 三立 | 18:30        |                                                                         |
| 2011年4月13日  | 《國民英雄殺青宴》完全娛樂 幕後星直擊               | 三立 |              |                                                                         |

## 收視率

### 台視週日晚間首播
| 播映日期       | 集數     | 平均收視 | 收視排名 | 備註   |
| -------------- | -------- | -------- | -------- | ------ |
| 2010年12月5日  | 01       | 1.50     | 1        |        |
| 2010年12月12日 | 02       | 1.45     | 1        |        |
| 2010年12月19日 | 03       | 1.37     | 1        |        |
| 2010年12月26日 | 04       | 1.06     | 1        |        |
| 2011年1月2日   | 05       | 1.16     | 1        |        |
| 2011年1月9日   | 06       | 1.24     | 1        |        |
| 2011年1月16日  | 07       | 1.02     | 2        |        |
| 2011年1月23日  | 08       | 1.13     | 2        |        |
| 2011年1月30日  | 09       | 1.31     | 2        |        |
| 2011年2月6日   | 10       | 1.18     | 2        |        |
| 2011年2月13日  | 11       | 1.04     | 3        |        |
| 2011年2月20日  | 12       | 1.11     | 3        |        |
| 2011年2月27日  | 13       | 0.95     | 3        |        |
| 2011年3月6日   | 14       | 0.95     | 3        |        |
| 2011年3月13日  | 15       | 0.81     | 3        |        |
| 2011年3月20日  | 16       | 0.84     | 3        |        |
| 2011年3月27日  | 17       | 0.72     | 3        |        |
| 2011年4月3日   | 18       | 1.01     | 3        |        |
| 2011年4月10日  | 19       | 1.14     | 2        | 完結篇 |
| 平均收視       | 平均收視 | 1.10     | -        | -      |

- 由AGB尼爾森調查，調查範圍是四歲以上收看電視之觀眾。 
資料來源：中時娛樂

## 製作團隊
- 監製：劉麗惠、陳一俊
- 企劃：游芳瑄
- 宣傳：宋美玲、陳靖波
- 製作人：江豐宏、黃宥驊
- 故事/編劇：陳惠真、謝叔芳
- 導演：江豐宏、宋東庭
- 新聞顧問：葉蔚、黃謙哲
- 新聞播報指導：陳雅琳、李天怡、王志郁、白舒樺、陳建安
- 策劃：謝禮如
- 場紀：吳珮綺
- 製片：林寅生
- 副導演：蔡承麟、高菁菁
- 現場製片：林子超、林恆宇
- 製作助理：林怡靚
- 攝影師：王順民、胡午正
- 攝影助理：阿鬼、陳亦臣
- 燈光師：孟培雄
- 燈光助理：巴蘇亞、丁伯剛
- 場務：林尚諭、葉柏謙
- 美術指導：陳勇志
- 美術道具：廖晏舟、陳威男、李建志、張虔綸
- 造型：杜佩勳
- 服裝助理：葉品宜
- 化妝師：陳琬婷(阿喜)
- 髮型師：徐森雲(Mori)
- 梳化助理：丁詩穎
- 配樂監製：華研國際音樂股份有限公司
- 配樂製作：Jerry C
- 成音：瑞音樂有限公司
- 音樂配樂：政憲
- 協力編曲：蔡旻樺、郭孟玫、吳知穎
- 公關行銷：劉亭讌、黃于珮
- 混音：甯治平
- 效果：李明哲、林明萱
- 剪輯：小石頭、快速前進
- 執行企劃：洪立妍
- 視覺設計：林俊佑、陳建凱
- 美術指導：謝易霖
- 後期剪輯：胡芝綺
- 頻道行銷：何當裕、蔡瑞龍、徐功行、許佳雯、余欣暉
- 動畫設計：施明駿、張恆芸、王聖竹、陳志良、張雅嵐
- 行銷宣傳：劉思銘、廖翎妃、王愷寧、王怡蓁、高于婷
- 數位行銷：劉永祺、范淑惠、楊慧敏、林珈羽
- 劇照：涂敏勝
- 花絮編導：趙傳真
- 出品人：台灣電視事業股份有限公司、三立電視股份有限公司
- 製作公司：三匠影視有限公司

## 周邊商品
- 梁蘊如.  (平裝). 三立電視台監製. 台北市: 台灣角川. 2011-02-01: 224頁. ISBN 9789862870525 （中文（臺灣））.

## 外部連結
- 官方网站－台視（繁體中文）
- 官方网站－三立（繁體中文）
- 國民英雄的Facebook專頁（繁體中文）

## 作品的變遷
| 台視 星期日22:00~23:30            | 台視 星期日22:00~23:30                    | 台視 星期日22:00~23:30 |
| --------------------------------- | ----------------------------------------- | ---------------------- |
|                                   | 國民英雄 （2010.12.05-2011.04.10）        |                        |
| 鍾無艷 （2010.07.25- 2010.11.28） | 醉後決定愛上你 （2011.04.17- 2011.08.14） |                        |